# Patrick Melrose
Patrick Melrose ist eine fünfteilige Miniserie aus dem Jahr 2018 mit Benedict Cumberbatch in der titelgebenden Hauptrolle. Die Serie basiert auf den halbautobiografischen Romanen über die britische Oberklasse von Edward St Aubyn.

## Handlung
Patrick Melrose ist ein britischer Lebemann, der seine Vergangenheit, die vom Missbrauch durch den eigenen Vater geprägt ist, mit Alkohol und anderen Drogen bekämpft. Als sein Vater schließlich stirbt, beschließt Patrick sein Leben zu ändern. Durch das Frankreich der 1960er Jahre, New York der 80er und Großbritannien der frühen 2000er begleitet der Zuschauer Patrick Melrose durch sein Leben.

## Produktion
Es wurde im Februar 2017 bekanntgegeben, dass Benedict Cumberbatch in einer TV-Produktion von Edward St Aubyns Patrick-Melrose-Buchreihe durch Showtime und Sky Atlantic mitwirken wird. David Nicholls schrieb die fünf Episoden der Serie mit Edward Berger als Regisseur. Im Juli trafen Jennifer Jason Leigh und Hugo Weaving als Patricks Eltern und Anna Madeley als Patricks Frau zum Cast. Allison Williams und Blythe Danner kamen im August 2017 dazu. Die Dreharbeiten begannen im Oktober in Glasgow.

## Besetzung und Synchronisation
Die Serie wurde bei der VSI Synchron nach einem Dialogbuch von Mike Betz unter der Dialogregie von Sabine Falkenberg vertont.
| Figur                | Darsteller           | Deutscher Sprecher                               | Auftritte in Episode |
| -------------------- | -------------------- | ------------------------------------------------ | -------------------- |
| Patrick Melrose      | Benedict Cumberbatch | Tommy Morgenstern                                | 1–5                  |
| Eleanor Melrose      | Jennifer Jason Leigh | Alexandra Ludwig                                 | 1–5                  |
| David Melrose        | Hugo Weaving         | Wolfgang Condrus                                 | 1–5                  |
| Julia                | Jessica Raine        | Susanne Geier                                    | 1–5                  |
| Nicholas Pratt       | Pip Torrens          | Bodo Wolf                                        | 1–3, 5               |
| Johnny Hall          | Prasanna Puwanarajah | Fabian Oscar Wien                                | 1–3, 5               |
| Bridget Watson Scott | Holliday Grainger    | Maria Hönig                                      | 2–3                  |
| Anne Moore           | Indira Varma         | Gundi Eberhard                                   | 1–3                  |
| Mary Melrose         | Anna Madeley         | Mareile Moeller                                  | 3–5                  |
| Nancy                | Blythe Danner        | Liane Rudolph (Folge 1) Karin Grüger (Folge 4–5) | 1, 4–5               |
| Kettle               | Celia Imrie          | Sabine Winterfeldt                               | 4–5                  |
| Debbie Hickman       | Morfydd Clark        | Victoria Frenz                                   | 1, 3                 |
| Annette              | Eileen Walsh         | Sandrine Mittelstädt                             | 4–5                  |

## Episodenliste
| Nr. (ges.) | Nr. (St.) | Deutscher Titel       | Originaltitel | Erstausstrahlung USA | Deutschsprachige Erstausstrahlung (D) | Regie         | Drehbuch       |
| --- | --------- | --------------------- | ------------- | -------------------- | ------------------------------------- | ------------- | -------------- |
| 1 | 1         | Schlechte Neuigkeiten | Bad News      | 12. Mai 2018         | 29. Mai 2018                          | Edward Berger | David Nicholls |
| 1982 wird Patrick Melrose nach New York gerufen, um dort die Asche seines verstorbenen Vaters David abzuholen. Er beschließt, mit seinem Drogenkonsum aufzuhören, doch die Erinnerungen an seinen Vater machen ihm dies unmöglich. Patrick nimmt wieder Heroin, Alkohol und andere Drogen und endet in einem verunglückten Suizidversuch. Schließlich informiert er seinen Freund Johnny über den Versuch, endlich clean zu werden. |           |                       |               |                      |                                       |               |                |
| 2 | 2         | Schöne Verhältnisse   | Never Mind    | 19. Mai 2018         | 5. Juni 2018                          | Edward Berger | David Nicholls |
| Während des Heroinentzugs erinnert sich Patrick an einen traumatischen Tag als er mit acht Jahren einen Urlaub mit seinen Eltern in Frankreich unternahm. Sein Vater David ist manipulativ und grausam, seine Mutter Eleanor trinkt und fürchtet sich vor ihrem Ehemann. Während dieses Flashbacks stellt sich heraus, dass der junge Patrick von seinem Vater missbraucht wurde, während seine Mutter sich in den Alkohol flüchtete. |           |                       |               |                      |                                       |               |                |
| 3 | 3         | Nette Aussichten      | Some Hope     | 26. Mai 2018         | 12. Juni 2018                         | Edward Berger | David Nicholls |
| Es ist 1990 und Patrick wird zu einer Party der Oberklasse eingeladen, wo Prinzessin Margaret auftauchen wird. Er versucht über seine Vergangenheit hinwegzukommen und holt sich Hilfe bei seinem Freund Johnny, der in einer Therapiegruppe ist. Auf der Party gibt sich Prinzessin Margaret unfreundlich und lehnt ein Treffen mit der Tochter der Gastgeberin ab, was Patrick an seine eigene Kindheit erinnert, als sein Vater seiner Mutter verboten hatte, während eines Essens in Frankreich nach ihrem Sohn zu sehen. Später öffnet sich Patrick Johnny und erzählt ihm von seinem Missbrauch durch den Vater über Jahre hinweg als er jung war. Die Folge endet damit, dass Patrick seinen früheren Drogendealer Chilly Willy trifft, der in der Band auf der Party gespielt hat. Außerdem verabredet sich Patrick mit Mary zu einem gemeinsamen Frühstück am nächsten Morgen. |           |                       |               |                      |                                       |               |                |
| 4 | 4         | Muttermilch           | Mother’s Milk | 2. Juni 2018         | 19. Juni 2018                         | Edward Berger | David Nicholls |
| 2003 ist Patrick nüchtern und arbeitet als Anwalt. Er bringt seine Ehefrau Mary und ihre zwei gemeinsamen Kinder nach Südfrankreich, um seine schwer erkrankte Mutter zu besuchen, die einen Schlaganfall erlitten hatte. Eleanor ist auf den dubiosen Guru Seamus hereingefallen, der sie überzeugt hat, das Haus an die „Stiftung“ zu überschreiben, die er führt. Die Enterbung beschwört in Patrick seine Feindseligkeit gegenüber seiner Mutter herauf, sodass er wieder anfängt, zu trinken und Drogen zu nehmen. Seine Ehe mit Mary leidet ebenfalls, was Patrick durch eine Affäre mit seiner Ex-Freundin Julia verschlimmert. Patrick kommt mit dem Verlust seines Elternhauses zurecht und gibt den Plänen seiner Mutter seinen Segen und bietet an, sie nach London zu bringen. Danach bringt der seine Familie nach Connecticut, um seine versnobte Tante Nancy zu treffen. Dort verliert er die Kontrolle über seine Sucht. Nach einer wütenden Konfrontation mit Nancy konfrontiert Mary Patrick und gibt ihm ein Ultimatum: entweder er wird nüchtern oder er geht. |           |                       |               |                      |                                       |               |                |
| 5 | 5         | Zu guter Letzt        | At Last       | 9. Juni 2018         | 26. Juni 2018                         | Edward Berger | David Nicholls |
| Es ist April im Jahr 2005 und Eleanor Melrose ist verstorben, weshalb Patrick ihre Beerdigung organisiert. Es werden Flashbacks von Patricks Leben in den letzten zwei Jahren gezeigt, in denen wir sehen, dass sein Alkoholproblem unvermindert weiterging, nachdem er sich von Mary und seinen Kindern getrennt hatte. Schließlich ging er in eine Entzugsklinik und nachdem er sich zunächst dem Prozess widersetzt hatte und sogar entkommen war, konzentrierte er sich wieder auf seine Genesung. Seine Mutter, die bettlägerig in einem Pflegeheim in London war, bestand darauf, eingeschläfert zu werden. Deshalb ersuchte Patrick die britische Regierung, sie in die Schweiz bringen zu lassen. Nachdem sie die Zustimmung erhalten hatten, ändert Eleanor in letzter Minute ihre Meinung. Es gibt auch eine Rückblende auf die Zeit, als Mary und Patrick erkennen, dass sein Vater ein Serienkinderschänder war. Patrick konfrontiert zum ersten Mal seine Mutter wegen des Missbrauchs und sie behauptet, ebenfalls von David misshandelt worden zu sein. Eleanors Beerdigung verwandelt sich in eine bizarre Show, als alte Bekannte zusammenkommen. Patrick bemüht sich, das positive Porträt von Eleanor, das andere kannten, mit seiner eigenen Erfahrung als nachlässige Mutter in Einklang zu bringen. |           |                       |               |                      |                                       |               |                |